# Alexander Faris
Samuel Alexander "Sandy" Faris, född 11 juni 1921 i Caledon, County Tyrone, Nordirland, död 28 september 2015, var en brittisk kompositör och dirigent. 
Alexander Faris verkade som teater- och operadirigent, bland annat på en uppsättning av Song of Norway på Palace Theatre i London 1949, och på flera inspelningar av musikteaterverk. Åren 1981 och 1982 var han chefsdirigent vid D'Oyly Carte Opera Company, som specialiserat sig på att framföra verk av de brittiska operakompositörerna Gilbert och Sullivan. Han spelade även in flera verk av Gilbert och Sullivan på skiva.
Faris skrev musiken till flera filmer och TV-serier, bland andra brittiska Herrskap och tjänstefolk (Upstairs, Downstairs), som producerades av ITV i 66 avsnitt mellan 1971 och 1975. År 1980 gav han ut en biografi över kompositören Jacques Offenbach.

## Filmmusik i urval
- 1966 - Georgy Girl
- 1965 - He Who Rides a Tiger
- 1962 - The Quare Fellow
- 1955 - Rowlandson's England